# Relations entre le Conseil de l'Europe et la France
 (novembre 2018).
Si vous disposez d'ouvrages ou d'articles de référence ou si vous connaissez des sites web de qualité traitant du thème abordé ici, merci de compléter l'article en donnant les références utiles à sa vérifiabilité et en les liant à la section « Notes et références ».

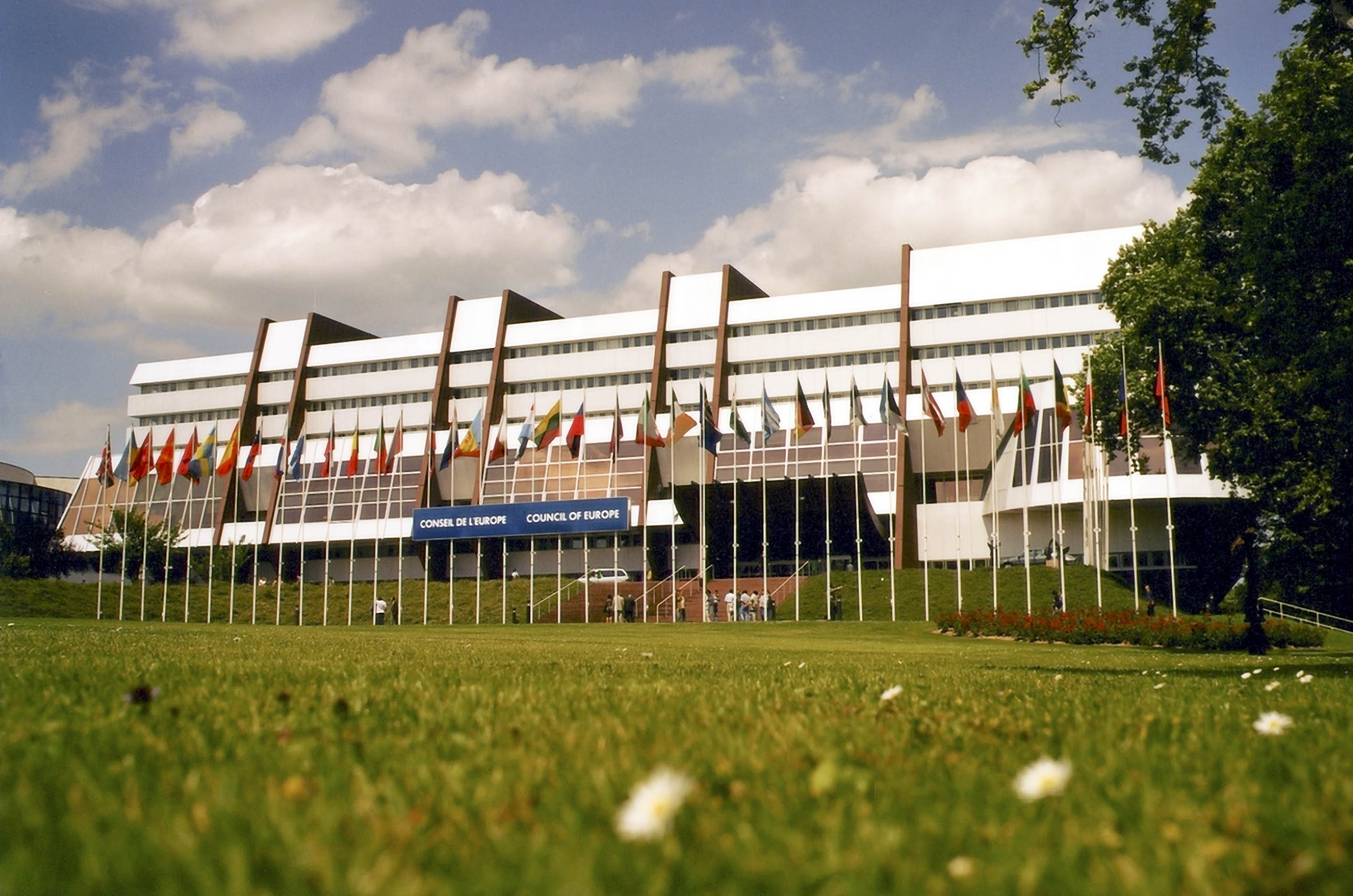
Palais de l'Europe à Strasbourg.

Les relations entre le Conseil de l'Europe et la France sont les relations qui s'exercent entre une organisation intergouvernementale, le Conseil de l'Europe, et l'un de ses pays membres, la République française. Situé au Palais de l'Europe, à Strasbourg, le siège du Conseil de l'Europe se trouve par la même occasion en France. La Banque de développement du Conseil de l'Europe siège à Paris.

## Histoire
La France est un pays signataire du traité de Londres de 1949, qui donne naissance au Conseil.

## Période contemporaine

### Connivence idéologique
Le Conseil de l'Europe est fondé sur les idées de démocratie et de droits de l'homme, concepts hérités des Lumières françaises.
Par ailleurs, le français est l'une des deux langues officielles du Conseil.

### Enjeux juridiques
Il arrive que les instances françaises et la Cour européenne des droits de l'homme rendent des verdicts contradictoires, en particulier sur la question de la laïcité. C'est du moins ce qu'illustre l'affaire Baby Loup. Les citoyens français qui ne sont pas satisfaits de leur jugement en France jettent ainsi leur dévolu sur les instances européennes.